# 沖縄中央銀行
沖縄中央銀行（おきなわちゅうおうぎんこう）は、1946年（昭和21年）に琉球列島米国軍政府の全額出資で設立された沖縄群島における沖縄戦後初の銀行である。1946年（昭和21年）に資本金100万円で開業した。株式会社形態をとり、資本金100万円中50万円は沖縄民政府が出資し、残りの50万円は公募によるとされたが、実際には不可能な状況だったので琉球列島米国軍政府が全額立て替えた。
設立直後より沖縄民政府の出納事務を受託し、また沖縄戦で封鎖された預金の支払いを開始した。その他貸付なども行われた。
1948年（昭和23年）5月に沖縄銀行（現在の沖縄銀行とは無関係）に改称し、7月に琉球銀行に吸収合併された。

## 店舗
本店は石川市（現在のうるま市）に置き、他に9支店を置いた。